# Münchehof
Münchehof is een dorp in de Duitse gemeente Seesen, deelstaat Nedersaksen, en telde, volgens gegevens van de Landkreis Goslar op 30 juni 2018 in totaal 1.525 inwoners.
Tot Münchehof behoren ook het om zijn kasteelruïne bekende dorpje Stauffenburg en het gehucht Fürstenhagen. Beide liggen ten zuiden van het dorp Münchehof.

## Ligging en infrastructuur
Direct ten oosten van Münchehof ligt het Harzgebergte. Door het dorp lopen enkele beken, die zich verder noordelijk verenigen met de Nette.
Ten zuiden van het dorp ligt Bad Grund met het mijnbouwdorp Gittelde, in de Landkreis Göttingen. De hoofdplaats van de gemeente, het stadje Seesen, ligt 5 km ten noorden van Münchehof.

### Wegverkeer
Het dal van de Nette en haar zijbeken is van oudsher een verkeersroute. Münchehof ligt slechts drie km ten zuidoosten van het wegenknooppunt Engelade. De B243 (zuidwaarts naar Osterode am Harz, en noordwaarts naar Hildesheim), de B248 (Engelade-Northeim, zuidwaarts), de B242 (van Engelade zuidoostwaarts naar Clausthal-Zellerfeld) en de B64 (vanaf Engelade westwaarts naar Bad Gandersheim) lopen door de gemeente heen; de B 242 en B 243 ook door Münchehof.

### Openbaar vervoer

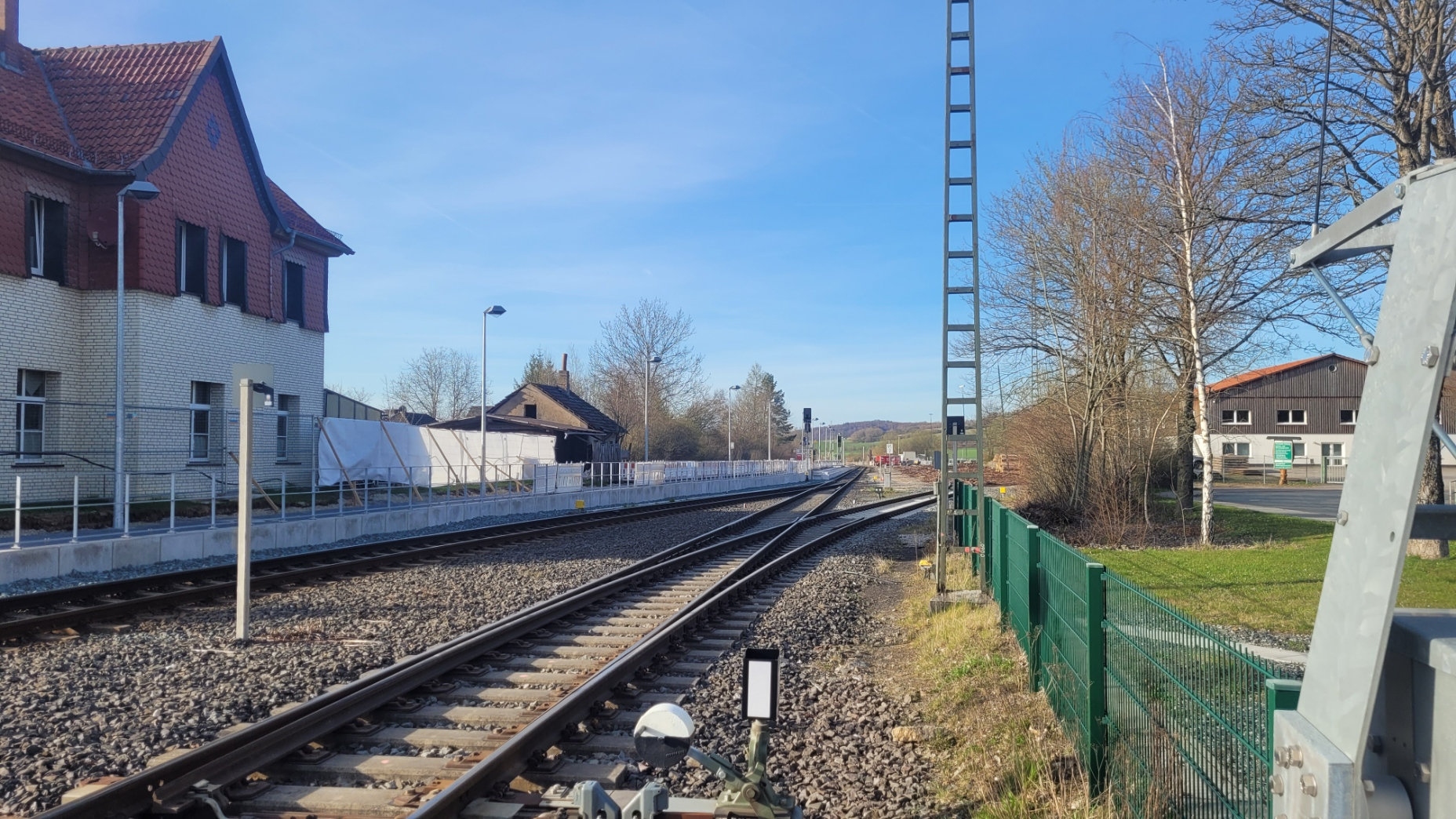
Station Münchehof tijdens de renovatie van 2022 (inmiddels afgerond)

Station Seesen is van oudsher een knooppunt van, meest kleine, regionale spoorlijnen. Ook het ten zuiden van die stad gelegen Münchehof heeft een station.
De spoorlijn Seesen - Herzberg doet beide stations aan.

## Economie
Voor een zo klein dorp als Münchehof is er veel industrie aanwezig. De te Goslar zetelende mijnbouwfirma Fels exploiteert een zeer grote kalkgroeve (Winterberg, op en grotendeels over de gemeentegrens met Bad Grund), door een mijnspoor verbonden met de vier kalkovens van de bijbehorende fabriek van allerlei kalkproducten, die reeds in 1938 als dochteronderneming van de Reichswerke Hermann Göring in bedrijf was, en aan de zuidoostrand van het dorp Münchehof staat. Verder staat er een fabriek van gipsplaten. Beide fabrieken behoren tot Ierse wereldconcerns. In het dorp is daarnaast nog een betonfabriek en een onderstation voor de regionale elektriciteitsvoorziening aanwezig.
Rondom het dorp is het goed wandelen, zowel in de Harz, aan de oostkant, als in de heuvels en bossen rondom de ruïne van de Stauffenburg in het zuiden. Om deze reden is er in het dorp ook sprake van een bescheiden toerisme.

## Geschiedenis
Münchehof ontstond rondom een uithof, kloosterboerderij, van een cisterciënzer monnikenklooster te Walkenried.
In 1626, tijdens de Dertigjarige Oorlog, werd het dorp bij de Slag bij Lutter grotendeels verwoest.
In  april 1945, aan het eind van de Tweede Wereldoorlog,  kwamen 23 gevangenen, die op transport waren gesteld vanuit Mittelbau-Dora, een concentratiekamp van de SS, in het dorp van honger en ontbering om. Ze waren achtergelaten in een goederentrein, die door bombardementsschade aan de spoorlijnen was gestrand. Ter plaatse is een gedenkteken aanwezig.

### Kasteel Stauffenburg

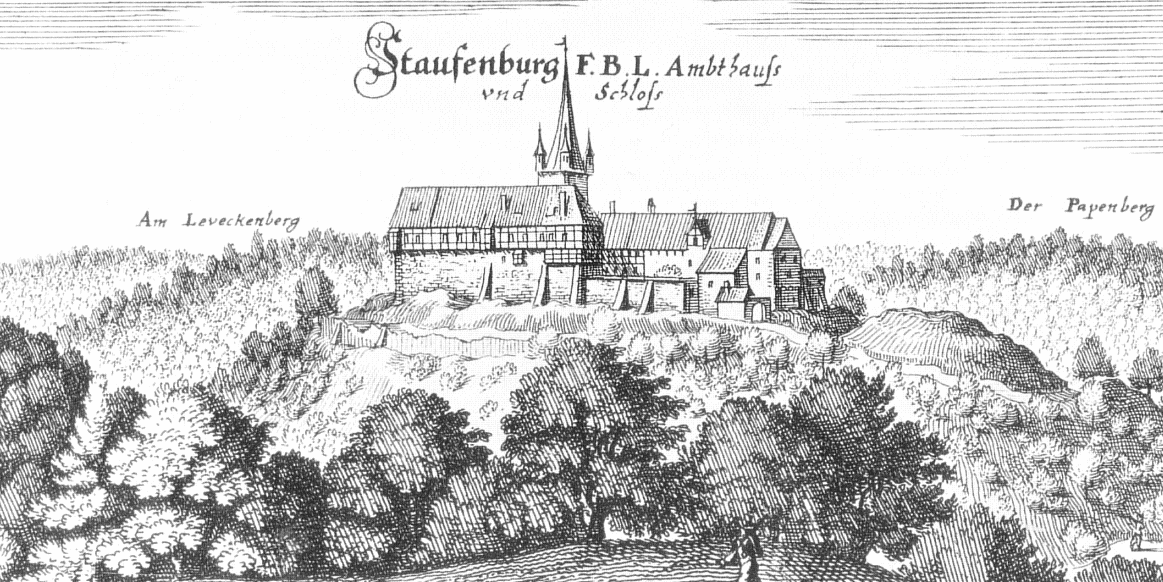
Merian-prent (1654) Kasteel Stauffenburg
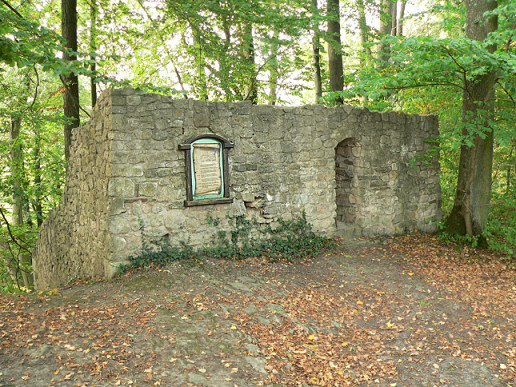
Ruïne Stauffenburg: restanten van de bergfried
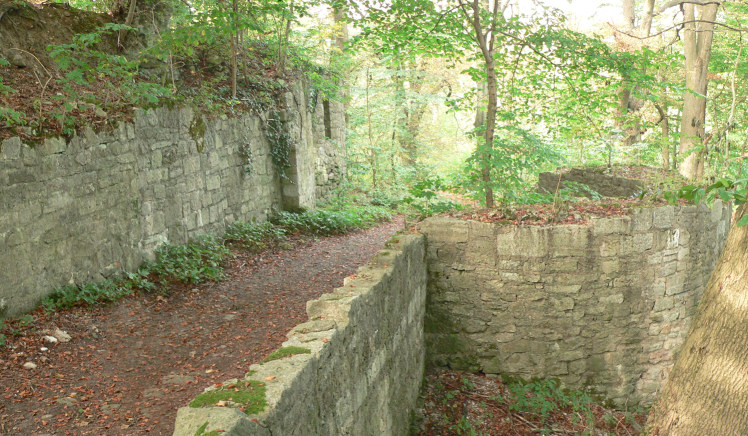
Idem, restant ingangspoort en poorttoren
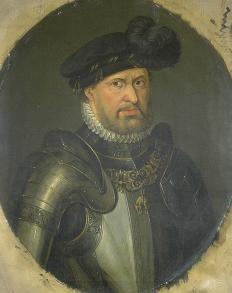
Wilde Hendrik, 19e-eeuws portret
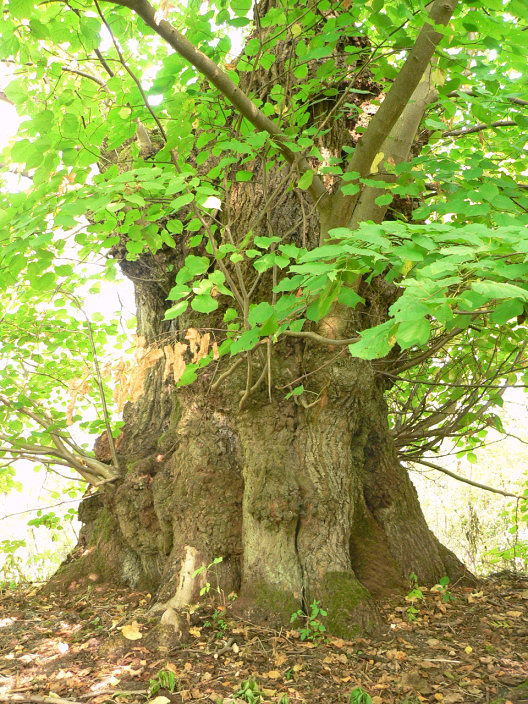
Eva-Linde

Vermoedelijk stichtten de graven van Katlenburg in de 11e eeuw op een heuveltop 3 km ten zuiden van het huidige dorp Münchehof een kasteel. In een document uit 1154 van Hendrik de Leeuw, hertog van Saksen, wordt dit kasteel vermeld, alsmede een ministerialenfamilie, waarvan een eeuw later een lid te boek staat als  „Guncelinus de Stoyphonborg“ (Stauffenburg). Het kasteel, dat strategisch gelegen was en diende ter bescherming van het handelsverkeer en van de belangrijke mijnbouw in het naburige dorp Gittelde,  wisselde in de periode 1150-1500 vele malen van heer. Hertog Hendrik I van Brunswijk-Wolfenbüttel van het Vorstendom Brunswijk-Wolfenbüttel wees het kasteel in 1495 toe aan zijn weduwe geworden moeder, hertogin Elisabeth van Stolberg, die er tot haar overlijden in 1522 woonde. Elisabeth investeerde in de mijnbouw te Gittelde; van haar aandeel in de opbrengst van het vele ijzer-, zilver- en kopererts liet zij kasteel Stauffenburg uitbreiden. Haar zoon, Hendrik II van Brunswijk-Wolfenbüttel, gebruikte kasteel Stauffenburg voor andere zaken, zie hierna: Trivia. In 1569 werd het kasteel weer een weduwenzate, ditmaal voor een zuster van hertog Hendrik II, Margarete. Zij verpleegde er zieken en andere noodlijdende mensen, totdat zij in 1580 overleed. In de eeuwen daarna nam de Stauffenburg in belang af en diende nog als gevangenis, bestuurskantoor en vanaf het eind van de 18e eeuw, toen het gebouw overbodig geworden was, als steengroeve. Veel gebouwen in de omgeving zijn van stenen van de voormalige Stauffenburg opgetrokken. Nooit werd kasteel Stauffenburg ingenomen. In de 19e en 20e eeuw werd de ruïne deels gerestaureerd, zodat tal van 1 à 2 meter hoge en vaak metersdikke muurfragmenten zijn blijven staan. Rondom de ruïne lopen wandelpaden, voorzien van enige informatiepanelen.

## Trivia
Rondom het voormalige kasteel Stauffenberg circuleren verschillende roddelverhalen en legenden. Eén daarvan berust grotendeels op waarheid:
Hertog Hendrik II van Brunswijk-Wolfenbüttel had het slot in 1522 van zijn moeder geërfd. Hendrik, die om zijn privé-leven de bijnaam Wilde Hendrik had, had een relatie gekregen met een rond 1506 geboren hofdame van zijn moeder, Eva von Trott, lid van een geslacht uit de lage adel uit de omgeving van Bebra. In 1532 kwam de verhouding aan het licht, en Eva moest de hertogelijke residentie te Wolfenbüttel verlaten. Eva en Hendrik hadden echter een list bedacht. Onderweg, tijdens een verblijf in het kasteel van het tegenwoordige Bad Gandersheim, simuleerde Eva, dat zij de pest had gekregen. Ook haar overlijden werd gesimuleerd. Er vond zelfs een plechtige begrafenis met uitvaartmis in het klooster van Gandersheim plaats. De doodkist bevatte een goed gelijkende houten pop met Eva's beste kleren aan. Intussen vluchtte Eva, in eenvoudige kleren, naar het haar bekende kasteel Stauffenburg, waar zij nog 9 jaar lang met Hendrik II samenleefde, en tien kinderen van hem ter wereld bracht. Om ongewenste nieuwsgierigen vèr van de Stauffenburg te houden, verspreidden Hendrik, Eva en hun bedienden op het kasteel, geruchten,  dat het er zou spoken. In 1541 kwam de waarheid aan het licht. Eva dook op verscheidene door Hendrik II beschermde locaties onder en stierf uiteindelijk in 1567 in een sticht te Hildesheim.  Nog in 1541 schreef Maarten Luther een -met nogal wat grove taal gelardeerd- pamflet over deze affaire, getiteld Wider Hans Worst. Met Hans Worst bedoelde Luther de hertog, die als één der weinige hoog-adellijke heren in de regio de Rooms-Katholieke Kerk trouw gebleven was.  In het pamflet betichtte Luther hertog Hendrik van hoererij en godslastering (vanwege de nep-begrafenis). Te Kirchberg, direct ten westen van het dorp Münchehof, kregen Hendrik II's buitenechtelijke kinderen, die geen van allen een familie konden stichten, een landgoed.
Bij het kasteel staat een oude lindeboom, die met Eva von Trott verband zou houden. Welk verband, is onbekend.

## Afbeeldingen

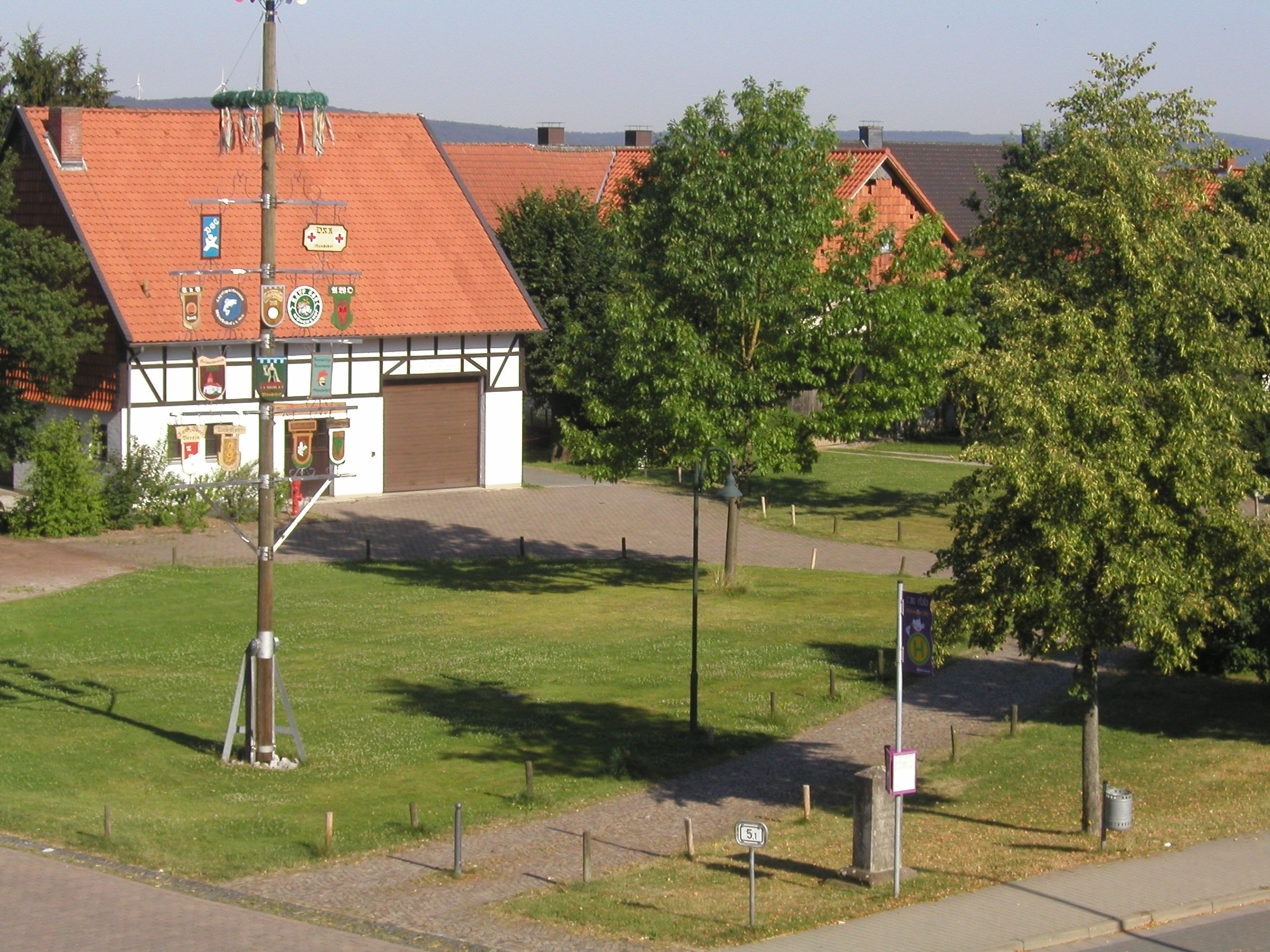
Dorpsplein met meiboom en verenigingshuis van de vrijwillige brandweer
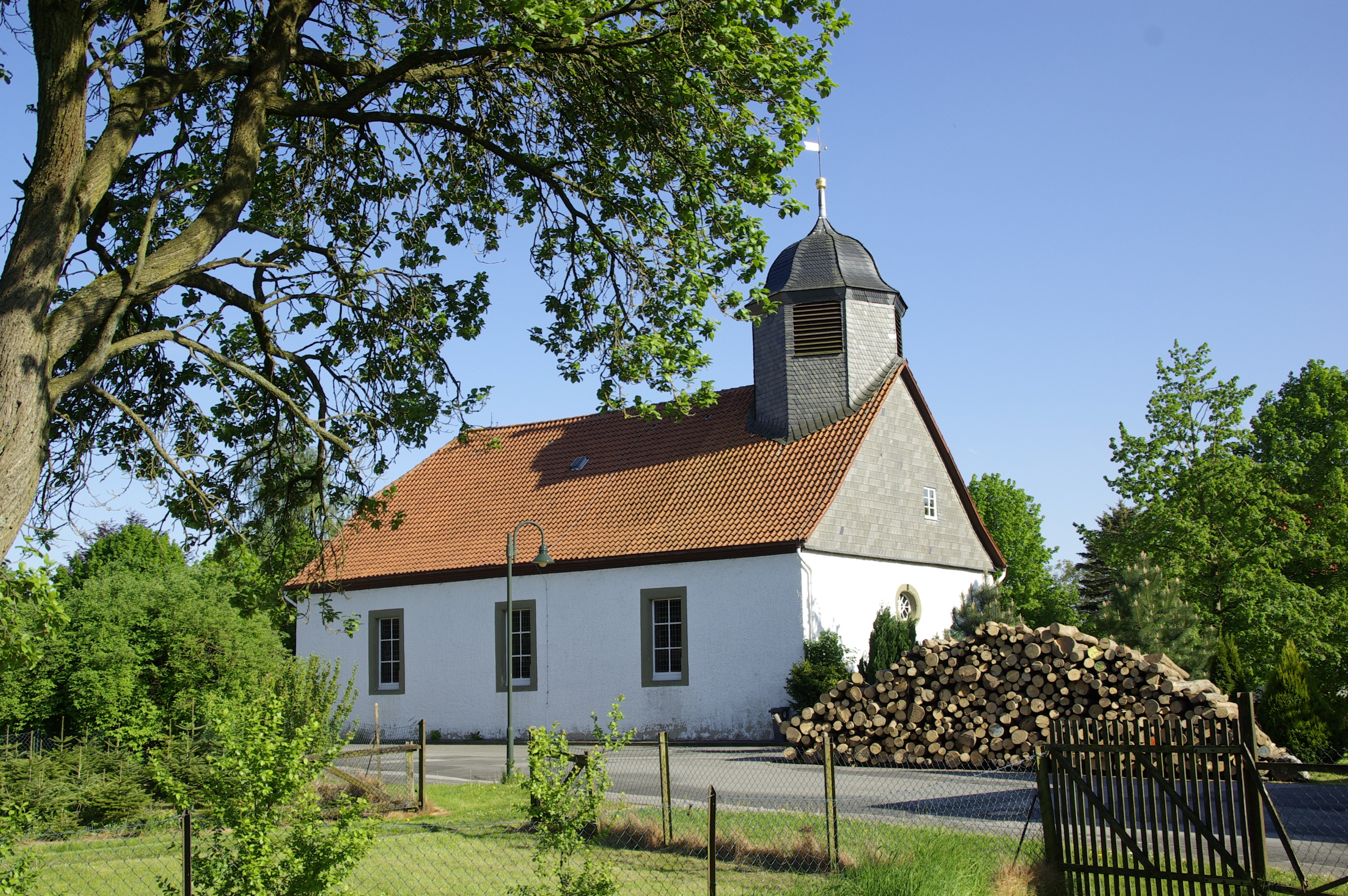
Lutherse kerk van Münchehof
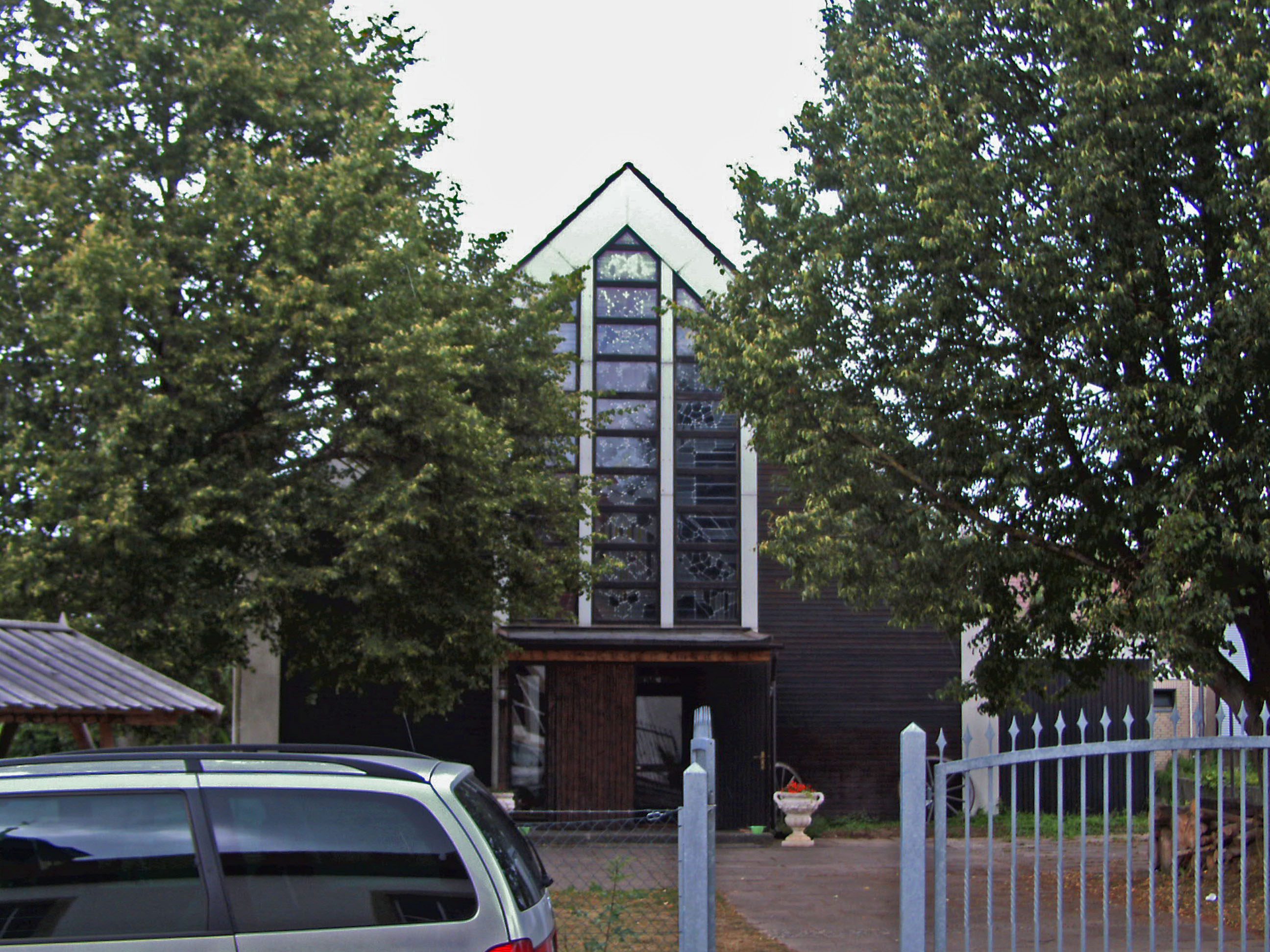
Voormalige R.K.kerk te Münchehof, thans dorpshuis en evenementengebouw